# NGC 6525
NGC 6525 est un vieil amas ouvert situé dans la constellation d'Ophiuchus. Il a été découvert par l'astronome britannique John Herschel en 1829.
NGC 6525 est à environ 1 436 pc (∼4 680 al) du système solaire et les dernières estimations donnent un âge d'environ deux milliards d'années. La taille apparente de l'amas est de 13 minutes d'arc, ce qui, compte tenu de la distance et grâce à un calcul simple, équivaut à une taille réelle d'environ 18 années-lumière.

## Observation

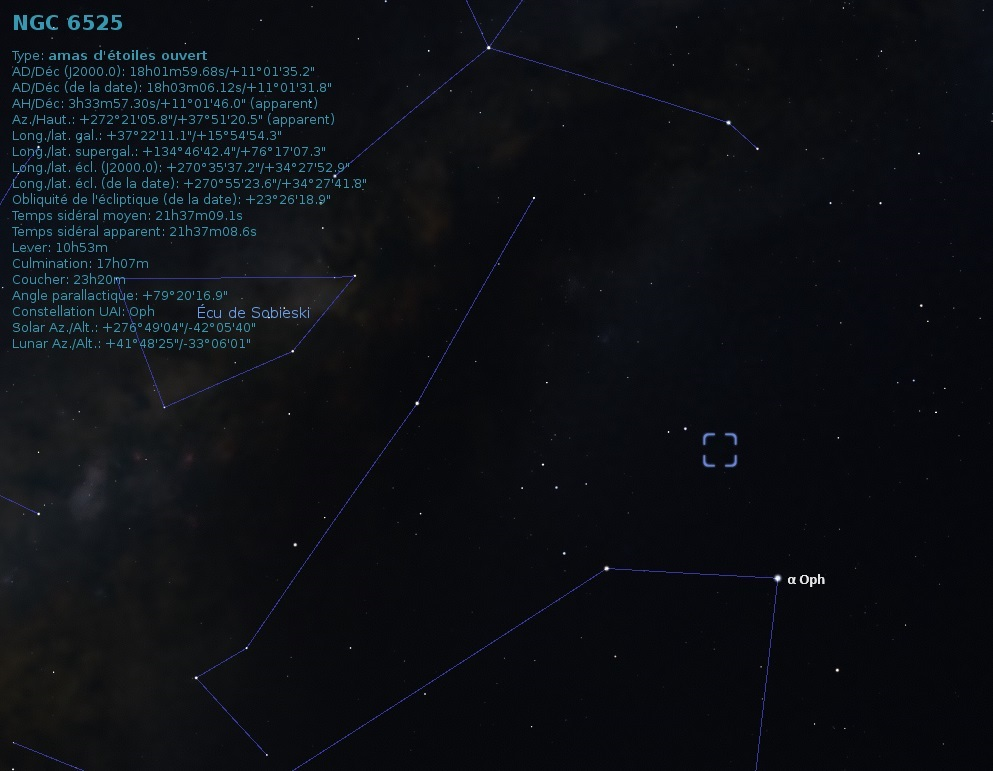
Localisation de NGC 6525 dans la constellation d'Ophiuchus (Stellarium).

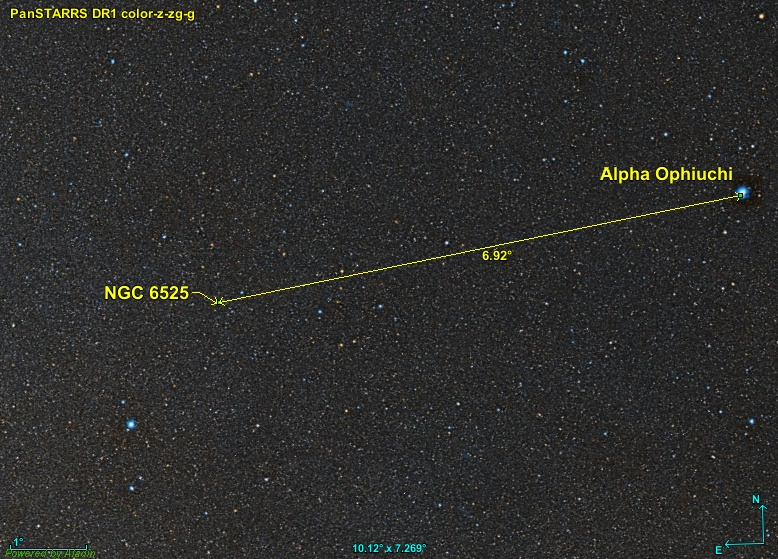
Position de NGC 6525 par rapport Alpha Ophiuchi.

NGC 6525 est situé à environ 6,9 degrés au sud-est de l'étoile Alpha Ophiuchi.

## Étoile
Une étoile variable pulsante à courte période située dans le champ de vision de l'amas a fait l'objet d'une courte publication scientifique en 2014. Il s'agit de l'étoile TYC 1012-563-1. Les mesures du satellite Gaia ont permis d'estimer la distance de cette étoile à 1 169 ± 30 pc (∼3 810 al), ce qui est tout de même assez loin de la distance estimée de l'amas, 870 années-lumière plus près de nous. L'appartenance de cette étoile à cet amas est assez douteuse. D'ailleurs, cet amas a fait l'objet de très peu de publications scientifiques et la base de données Simbad indique qu'il ne s'agit pas d'un objet mais d'une erreur ou d'un artéfact.